# Innocent starter
innocent starter，是水树奈奈第10张单曲CD，2004年10月6日发售，商品編号KICM-1115。這首單曲是動畫《魔法少女奈葉》的主題曲。在Oricon公信榜周排行榜上，获得第九位的成绩，也是水樹首次進入公信榜前10名的單曲作品。

## 收錄曲
1. innocent starter
  - 作詞：水樹奈奈
  - 作曲、編曲：大平勉
  - 電視動畫《魔法少女奈葉》主題曲
  - 收錄于水樹奈奈個人專輯《ALIVE&KICKING》和精選集《THE MUSEUM》中
2. Open Your Heart
  - 作詞：水樹奈奈
  - 作曲、編曲：飯田高廣
3. - 作詞、作曲：大平勉
  - 編曲：飯田高廣
  - PS2遊戲《秋之回忆：从今以后》主題曲（新錄音）
4. innocent starter (Off Vocal Version)
5. Open Your Heart (Off Vocal Version)
6. (Off Vocal Version)

## 外部連結
- CDJapan